# 22551 Адамсоломон
22551 Адамсоломон (1998 FU110, 1984 BY1, 22551 Adamsolomon) — астероїд головного поясу, відкритий 31 березня 1998 року.
Тіссеранів параметр щодо Юпітера — 3,613.